# Rete 4
Rete 4 (Rete quattro) es un canal de televisión privado italiano en abierto. Está operado por Mediaset, el principal grupo de comunicación de Italia.
Comenzó a emitir el 4 de enero de 1982 a través de una red de emisoras controlada por la editorial Mondadori. Dos años después fue vendida al grupo Fininvest, propiedad de Silvio Berlusconi, que así pudo consolidar su duopolio en la televisión de Italia. Desde entonces Rete 4 ha tenido distintos modelos de programación. En la actualidad tiene un contenido generalista y se dirige al público adulto.

## Historia
Retequattro comenzó sus emisiones regulares el 4 de enero de 1982. Tres meses antes se había constituido una empresa para gestionar la red, cuyo capital social estaba compuesto por Mondadori (64%), Perrone (25%) y de Carlo Carracciolo (11%). En total había 23 canales locales, tanto propios como afiliados, y la señal de cabecera fue La Uomo TV de Roma. Aunque la RAI tenía el monopolio de la televisión nacional, Rete 4 enviaba a cada emisora unas cintas de video con la programación e instrucciones para sacarla a la misma hora, igual que sus rivales Canale 5 e Italia 1.
El canal contrató a presentadores de renombre como Enzo Tortora y Maurizio Costanzo, firmó una exclusividad con Rede Globo para emitir sus telenovelas y se hizo con los derechos de la serie Dinastía, el primer éxito en audiencia. Otro pilar de su parrilla era la animación infantil con Doctor Slump, Las Aventuras de Gigi y Raqueta de oro. A pesar de todo, Rete 4 no fue capaz de competir en ingresos publicitarios y entró en números rojos. Durante un tiempo Mondadori trató de reconducir su situación, pero al final confirmó su venta el 27 de agosto de 1984. El comprador fue la empresa Fininvest, dueña de Canale 5 e Italia 1.
Gracias a la compra de Rete 4, Fininvest obtuvo el control de los tres canales más vistos de la televisión privada, y estableció un duopolio de facto con la RAI que aguantó hasta mediados de la década de 1990. Los programas con más espectadores pasaron a Canale 5. En 1988, gracias a la política de diversificación, Rete 4 se convirtió en el canal de referencia del público femenino, pasando los programas infantiles a Italia 1. A partir de 1991 se creó el informativo TG4 presentado por Emilio Fede, uno de los periodistas más afines a Silvio Berlusconi.
La programación de Rete 4 ha vivido cambios a lo largo de su historia. En 1996 se decidió dotarla de un toque cultural, incluyendo programas divulgativos como La macchina del tempo y concursos históricos de Canale 5, como La ruleta de la fortuna de Mike Bongiorno y El precio justo. 
En 1999 la existencia de Rete 4 peligró porque el Gobierno italiano otorgó una de las tres concesiones en abierto de Mediaset a un nuevo operador, Europa 7. Al ser Rete 4 el canal con menos audiencia, era el principal damnificado. Sin embargo el grupo interpuso recursos ante los tribunales que demoraron la decisión. Años después, bajo el gobierno de Silvio Berlusconi (2001-2006), se elaboró la Ley Gasparri por la que la cadena siguió emitiendo en analógico.
En 2001 adoptó su rumbo actual con un target masculino y mayor de edad. En esa época se retransmite la UEFA Champions League y series norteamericanas como 24, Ley y Orden, Bones, El ala oeste de la Casa Blanca o Walker, Texas Ranger. Para el público femenino se creó en el 2010 un nuevo canal en la televisión digital terrestre, La 5.

## Programación
La programación del canal destaca por ofrecer una oferta generalista de entretenimiento enfocada a un público adulto y de tercera edad, sirviendo a Mediaset para diversificar su oferta a dicho público en esa emisora.
- Series: Normalmente se encuadran las series de género policíaco, acción, drama y telefilms, en su mayoría americanas. Destacan 24, Walker, Texas Ranger, El ala oeste de la casa blanca, Ley y Orden y Bones entre otras.

- Cine: mantiene un género similar al de las series, drama y telefilms.

- Telenovelas: A diferencia de Canale 5, que emite principalmente novelas de producción italiana, Rete 4 emite las extranjeras. Las más famosas actualmente son la española Cuore Ribelle (bandolera) y la alemana Tempesta d'amore, también se emite la telenovela Venezolana de la mano de Carlos Pérez Entre tu amor y mi amor

## Audiencias
Datos mensuales de cuota de mercado de Rete 4 en los últimos años.
|      | Enero  | Febrero | Marzo  | Abril  | Mayo   | Junio  | Julio  | Agosto | Septiembre | Octubre | Noviembre | Diciembre | Media anual |
| ---- | ------ | ------- | ------ | ------ | ------ | ------ | ------ | ------ | ---------- | ------- | --------- | --------- | ----------- |
| 2012 | 6,18 % | 6,12 %  | 6,39 % | 6,69 % | 6,70 % | 5,92 % | 5,51 % | 5,42 % | 5,72 %     | 5,62 %  | 5,50 %    | 5,22 %    | 5,94 %      |
| 2013 | 5,29 % | 4,98 %  | 5,30 % | 5,41 % | 5,34 % | 5,00 % | 4,77 % | 4,67 % | 4,80 %     | 4,72 %  | 4,93 %    | 4,81 %    | 5,02 %      |
| 2014 | 4,78 % | 4,78 %  | 5,14 % | 5,20 % | 4,94 % | 4,92 % | 4,60 % | 4,54 % | 4,66 %     | 4,91 %  | 5,03 %    | 4,59 %    | 4,85 %      |
| 2015 | 4,71 % | 4,69 %  | 4,92 % | 5,05 % | 5,07 % | 4,80 % | 4,41 % | 4,04 % | 4,14 %     | 4,34 %  | 4,58 %    | 3,19 %    | 4,59 %      |
| 2016 | 4,20 % | 4,22 %  | 4,26 % | 4,20 % | 4,37 % | 4,31 % | 4,16 % | 3,70 % | 4,03 %     | 4,07 %  | 4,04 %    | 3,85 %    | 4,12 %      |
| 2017 | 4,05 % | 3,84 %  | 4,04 % | 3,95 % | 4,01 % | 4,25 % | 4,27 % | 3,70 % | 3,94 %     | 3,89 %  | 3,92 %    | 3,70 %    | 3,94 %      |
| 2018 | 3,88 % | 3,83 %  | 3,92 % | 3,75 % | 3,85 % | 3,85 % | 3,88 % |        |            |         |           |           |             |

Fuente : Auditel
Leyenda :
Fondo verde : Mejor resultado histórico.
Fondo rojo : Peor resultado histórico.